# Хажиев, Таниберген Ибраевич
Таниберген Ибраевич Хажиев (1950—2015) — советский и казахстанский кинопродюсер, генеральный директор киностудии «Казахфильм» имени Шакена Айманова, Член Союза кинематографистов Казахстана (1998).

## Биография
Родился 15 октября 1950 года в селе Жендик Талды-Курганского района Талды-Курганской области (ныне — Ескельдинский район, Жетысуская область).
В 1976 году — окончил Алма-Атинский институт народного хозяйства.
После учёбы был направлен на работу на киностудию «Казахфильм», где проработал многие годы на должностях: заместителя директора кинокартин (1976−1978); затем работал директором картин (1978−1987), первым заместителем директора, генеральным директором киностудии «Казахфильм» им. Ш. Айманова, директором картин художественных фильмов высшей категории (1987−1996), заместителем начальника творческо-производственного отдела и директором документальных фильмов «Телерадиокомплекса Президента Республики Казахстан» (1997−2000).
Принимал непосредственное участие (заместитель директора, директор картин) в создании более 20 полнометражных художественных фильмов: двухсерийная лента «Кровь и пот», четырехсерийный фильм «Легендарный Чокан».
Является одним из инициаторов введения продюсерских основ в кинопроизводстве Казахстана.
Продюсировал художественно-публицистический фильм «Аллажар», посвященного декабрьским событиям 1986 года; телевизионный фильм «Каждый взойдет на Голгофу» (8 серий), художественные фильмы: «Кунә», «Махамбет», «Әкем екеуміз», «Біржан сал», «Жерұйық», «Дәмелі».
В 1998 году — защитил диссертацию, получив учёную степень кандидата экономических наук.
Занимался преподавательской деятельностью в Национальной академии искусств имени Т. Жургенова.
Участвовал в международных кинофорумах в Лос-Анджелесе, Каннах.
Умер 6 ноября 2015 года.

## Награды
- Заслуженный деятель Казахстана (2008)